# جو باتون
جو باتون (بالإنجليزية: Joe Patton)‏ هو لاعب كرة قدم أمريكية أمريكي، ولد في 5 يناير 1972 في برمنغهام في الولايات المتحدة.

## وصلات خارجية
- جو باتون على موقع مرجع كرة القدم المحترفة.كوم (الإنجليزية)